# Stalag Luft VI
Stalag Luft VI – niemiecki obóz jeniecki okresu II wojny światowej.
W 1941 roku utworzono w Trzeciej Rzeszy sześć obozów jenieckich dla lotników alianckich. Stalag Luft VI powstał 1 sierpnia 1943 roku na terenie Litwy w Szyłokarczmie. Początkowo w obozie znajdowało się 1998 jeńców brytyjskich. Pod koniec 1943 liczba jeńców wzrosła do 3089 osób, a w kwietniu 1944 do 3623 jeńców, w tym 2063 obywateli USA. 1 lipca w obozie przebywało   4051 jeńców, a wśród nich 2403 lotników amerykańskich.
Późną jesienią 1944 roku zarządzono ewakuację obozu. Część lotników przetransportowano do Lipawy i dalej drogą morską do Świnoujścia, skąd jeńcy przewiezieni zostali do Stalagu Luft IV w Tychowie. Kolejna grupa jeńców przewieziona została koleją do Torunia i umieszczona w Stalagu 357. 
W obozie w Szyłokarczmie podjęto próbę ucieczki. Kopano tunel wyprowadzający poza ogrodzenie obozu. Podczas realizacji tego przedsięwzięcia 19 lotników aresztowano i ucieczka zakończyła się niepowodzeniem.